# 山下英男
山下 英男（やました ひでお、1899年5月2日 - 1993年5月27日、文献によっては1899年5月21日 - 1993年5月24日）は、電気通信工学者。日本の電子計算機開発の萌芽期に研究を主導（最も先駆的な実績である山下式画線統計機の製作が有名）し、電子計算機の国産化に貢献した。また国際計数センター、情報処理国際連合の設立にも参画した。情報処理学会の初代会長。
東京生まれ。

## 山下式画線統計機の製作
太平洋戦争が開戦する前年の1940年頃、日米関係の悪化により今まで大日本帝国が統計計算で頼っていた米国製のパンチカード統計機が輸入困難となってしまった時代、それでも高まる統計計算の需要に応えるために、内閣統計局の中川友長が友人の山下にパンチカードを使用しない方式による打開策を相談した。そこにたまたま名古屋帝国大学の数学者の小野勝次が2進法を応用した統計機を作る案を持っていたため、中川、山下、小野、それに山下の門下の佐藤亮策が加わって、パンチカードを使用しない山下式画線統計機（と後に呼ばれた機械）の試作研究を開始し、戦中は資材不足により簡単な部分回路の試作のみを行って、終戦後は軍から放出された継電器（リレー）と度数計（数値表示用部品）を利用して1948年頃には一応実用可能な機械が完成した。本格的な製作に移った期間は終戦後間もない研究費の乏しい頃であったため、完成までの山下らの労苦は並大抵のものではなかった。例えば、終戦後軍から放出された継電器と度数計の入手に際しては、山下らがリュックサックを背負って集めに行き、4000余の継電器と2000余の度数計を1個ずつ洗って、スプリングや歯車を調整するという今日では信じられないことを、配給の芋を齧りながら昼夜兼行でやったという。この話からも、終戦当時の日本では計算機に使える部品が大変貴重であったことが窺える。この機械は中川友長と舘稔（人口問題研究所）らが創設した（社）中央統計社で、官庁や新聞社からの統計委託業務に使用された。日本初の本格的計算サービスが有隣電機精機で始まったのが1956年11月であったが、統計計算に限られていたとはいえ、（社）中央統計社はその8年前に計算サービスを開始したことになる。また、日本電気および富士通信機によって商品化されたものが、1951年にそれぞれ総理府統計局と東京都統計部に納入された。従って、山下式画線統計機は統計計算専用という点を差し引いても、極めて先駆的なデジタル電子計算機であった。

## 経歴
- 1923年-東京帝国大学工学部電気工学科卒業[1]、同大学工学部講師
- 1923年-東京帝国大学工学部助教授
- 1938年-東京帝国大学教授[1]
- 1951年-東京大学の電子計算機研究班班長[1]
- 1954年-日本顕微鏡学会名誉会員
- 1954年-日本電子顕微鏡学会会長へ就任[2]
- 1956年-電気学会会長へ就任[2]
- 1959年-東京大学教授を定年退官、東洋大学工学部長[1]
- 1960年-情報処理学会初代会長[1]
- 1975年-東洋大学退職
- 1983年-日本学士院会員[1][2]

## 山下記念研究賞
情報処理学会が、同学会の各研究会（研究部会の開催する研究会）とシンポジウムでの発表論文から、特に優秀な論文を選び、その発表者に授与している賞である。山下英男からの資金の寄贈があり、平成6年度から山下記念研究賞と改称。（詳細は外部リンク先を参照）